# Ema Elena Valdelamar
Emma Elena Valdelamar Casarín (27 de mayo de 1925 - 23 de diciembre de 2012) fue una compositora mexicana de boleros y canciones románticas. Fue autora de temas populares internacionalmente conocidos, como Mucho corazón y Cheque en blanco, entre otros.

## Biografía
Ema Elena Valdelamar Casarín nació en la Ciudad de México el 27 de mayo de 1925. Durante su niñez su familia radicó en varias ciudades de la provincia mexicana, estableciéndose definitivamente en la capital del país cuando la futura compositora contaba con 11 años de edad. Tempranamente mostró destreza y sensibilidad poética y ya antes de los diez años comenzó a escribir versos y narraciones sencillas.
Compuso una primera canción cuando cursaba sus estudios secundarios. Adolescente todavía, decide incursionar en la radio interpretando canciones propias, en programas para artistas musicales aficionados que eran organizados por las principales radiodifusoras en la Ciudad de México. En el año de 1949 dos de sus primeras composiciones más ambiciosas -Devuélveme el corazón y Mil besos- consiguieron ser grabadas por artistas de la talla de María Victoria y Los Bribones, alcanzando inmediata popularidad y haciéndose merecedoras de cuatro Discos de Oro. Poco después, otra de sus creaciones, Mucho Corazón, alcanzó proyección internacional en la voz de Benny Moré, y después interpretada por Luis Miguel . Sin mañana ni ayer fue interpretada por Javier Solís y Amalia Mendoza entre otros artistas. Cheque en blanco fue tal vez su composición más popular, interpretada principalmente por Chelo Silva y posteriormente por Paquita la del Barrio.
La Sociedad de autores y compositores de México en una página en internet y otras fuentes dicen que la canción Compréndeme la compuso María Alma, esposa de Fernando Z. Maldonado. La XET de Monterrey incluyó muchos años esa canción en sus programas.
Falleció el domingo, 23 de diciembre del 2012 en la Ciudad de México.

## Composiciones populares
- Compréndeme
- Cheque en blanco.
- Devuélveme el corazón.
- Mil besos.
- Mucho corazón.
- Sin mañana ni ayer.
- Dos soledades.
- Mi amor es aquel.
- Mírame bien.
- No te puedo olvidar.
- Porque no fuiste tú.
- Que sabes tu de amor.
- Quien.
- Vivir sin ti.
- Ya no me importa.
- Con un beso.
- Casi te amé.

## Principales intérpretes
- Benny Moré
- Los Bribones
- María Victoria
- Amalia Mendoza
- Pedro Vargas
- Chelo Silva
- Javier Solís
- Marco Antonio Muñiz
- Sussie 4 y Francisca Valenzuela
- Luis Miguel
- Los Cuatro Soles
- Paquita la del Barrio
- Julio Jaramillo
- Trío Los Embajadores